# Franz Stiasny
Franz Stiasny (Künstlername auch Franz Czasny, * 1872 in Wien; † 1940 ebenda) war ein österreichischer Medailleur.

## Werke (Auswahl)
- 1910: rechteckige Bronze-Plakette mit einem Brustbild von Ludwig van Beethoven, Objekt im Beethoven-Haus in Bonn[5]